# Priacanthus
Priacanthus – rodzaj ryb z rodziny latarnikowatych (Priacanthidae). W języku polskim określane są nazwą latarniki.

## Klasyfikacja
Gatunki zaliczane do tego rodzaju:

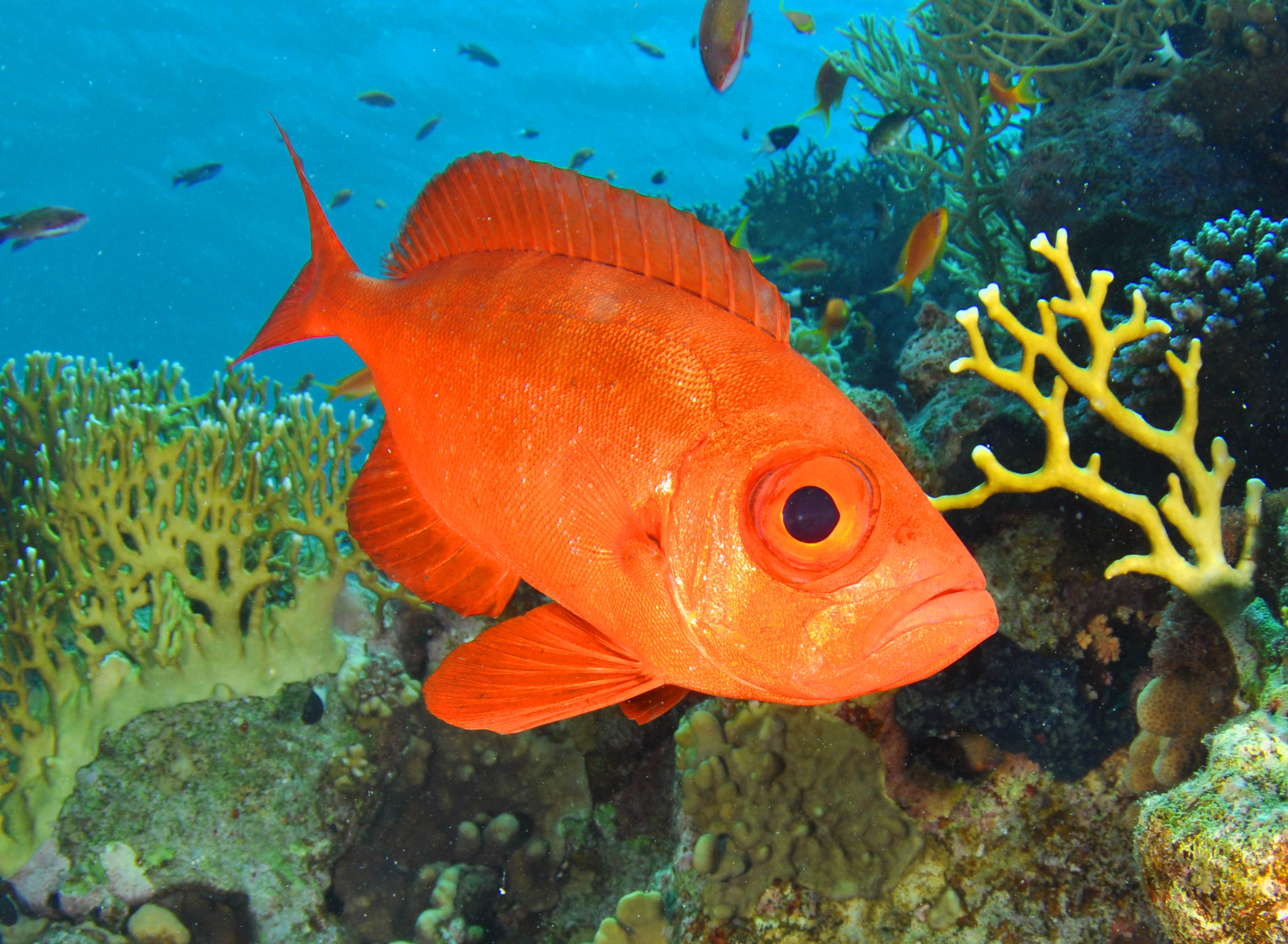
Priacanthus alalaua
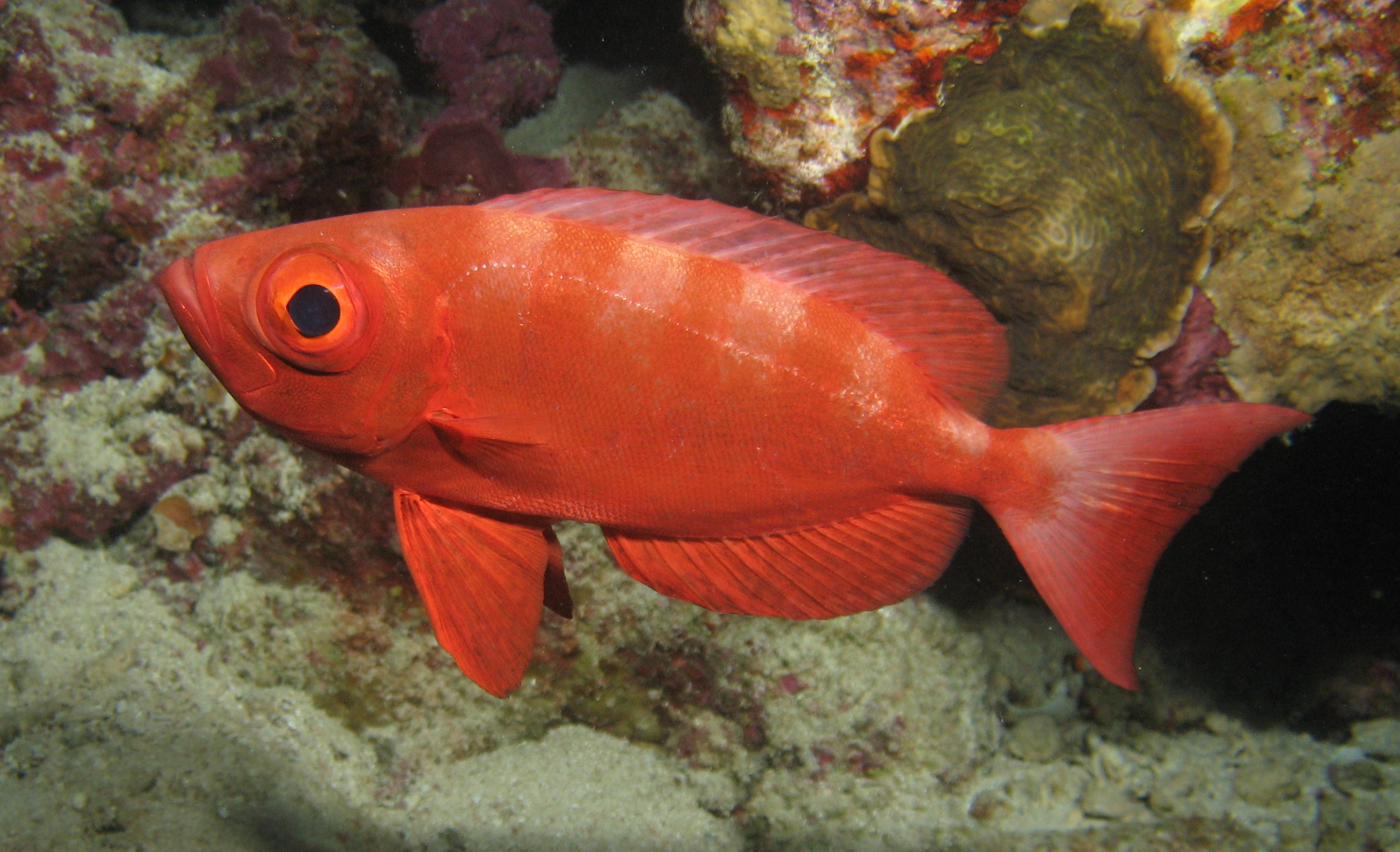
Priacanthus arenatus – latarnik karaibski
- Priacanthus blochii
- Priacanthus fitchi
- Priacanthus hamrur – latarnik hamrur[4]
- Priacanthus macracanthus
- Priacanthus meeki
- Priacanthus nasca
- Priacanthus prolixus
- Priacanthus sagittarius
- Priacanthus tayenus
- Priacanthus zaiserae

- Priacanthus blochii
- Priacanthus hamrur